# Cokie the Clown
(NOFX - Cokie the Clown - Cokie the Clown)
Cokie the Clown è un EP del gruppo punk NOFX, edito dalla Fat Wreck Chords nel novembre del 2009.
Nel disco sono presenti due tracce autobiografiche relative al cantante Fat Mike: Straight Outta Massachusetts, la quale descrive il suo spostamento dal Massachusetts alla California quando era un bambino e My Orphan Year, che narra della perdita di entrambi i genitori avvenuta nel 2006. Ha raggiunto la posizione numero 39 nella Billboard Independent Albums.

## Tracce[2]
1. Cokie the Clown
2. Straight Outta Massachusetts
3. Fermented and Flailing
4. Co-Dependence Day
5. My Orphan Year (versione acustica[2])

### 2^ Versione[1][12][13]
1. Cokie the Clown
2. Straight Outta Massachusetts
3. Codependence Day

## Video
Per la canzone Cokie the Clown è stato creato un video, girato a Chicago. Mostra sia Fat Mike vestito da clown fare scherzi ai membri del gruppo e ad altre persone (tra cui Tim McIlrath e Matt Skiba) attraverso un fiore che spruzza polvere bianca sia la band in concerto (sempre a Chicago, durante il Riot Fest) mentre suona il brano.

## Formazione
- Fat Mike - basso e voce
- El Hefe - chitarra e voce
- Eric Melvin - chitarra e voce
- Erik Sandin - batteria